# Барб де Веррю
Барб де Веррю (фр. Barbe de Verrue) — персонаж «Стихотворений Клотильды».
Согласно легендарным «Стихотворениям Клотильды», приписываемым французской поэтессе XV века Клотильде де Сюрвиль, Барб де Веррю была французским трувером XIII века. В них утверждалось, что она была приёмным ребёнком и пользовалась известностью как певица, путешествуя и исполняя собственные песни. Так, она исполняла песни о Гризельде, стихотворение под названием «Галльский Орфей о галлах» и другое под названием «Окассен и Николетта». Её произведения описывались как «живые» и «веселые», но не обязательно романтического характера.
Её личность увековечена в инсталляции «Званый ужин» Джуди Чикаго.